# Yi Pyong-do
Yi Pyong-do (이병도) est un historien coréen né en 1896 et mort en 1989. Il est connu pour ses thèses historiques proches de celles exprimées par l'occupant japonais.